# DeVeDe
DeVeDe es un programa que permite crear vídeos en formato de DVD y CD, aptos para ser reproducidos desde cualquier reproductor de DVD doméstico, a partir de muchos conjuntos de archivos de vídeo, en cualquier formato reproducible por MPlayer. Depende de MPlayer, MEncoder, DVDAuthor, GNU VCDImager y mkisofs.

## Características
- Software libre publicado bajo GNU General Public License 3.[2]
- Implementa las librerías gráficas GTK+ para mostrar los controles de la interfaz, por lo que se integra con los entornos de escritorio GNOME y Xfce.
- Escrito en lenguaje de programación Python.
- Formatos compatibles con MPlayer y FFMpeg.
- Puede crear los tipos de discos más comunes: DVD-Video, Video CD, Super Video CD, China Video Disc y DivX.[1][3]
- Soporte de multinúcleo.[4]
- Internacionalización.[4]